# Ataque aéreo en Irak del 16 de febrero de 2001
El 16 de febrero de 2001, el presidente de Estados Unidos, George W. Bush, ordenó ataques aéreos contra cinco objetivos militares cerca de la capital iraquí de Bagdad. Los ataques se produjeron en respuesta a las inminentes amenazas iraquíes a los aviones que patrullaban las zonas de exclusión aérea. Muchos países, incluidos los aliados de Estados Unidos, han condenado los ataques aéreos, que han calificado de ilegales. El ejército estadounidense dijo que el bombardeo fue esencialmente una operación de autodefensa. Fue la primera acción militar del presidente Bush desde que asumió el cargo.
Irak describió el acto como una "agresión y un uso unilateral de la fuerza contra la soberanía de un estado independiente".
Un funcionario kuwaití dijo que su país "ni permite ni condena los ataques". Egipto, Arabia Saudita, Jordania y Turquía han expresado niveles de oposición al bombardeo. El presidente de Estados Unidos, hablando desde México durante una reunión con el presidente Vicente Fox, describió el bombardeo como una "misión de rutina para hacer cumplir la zona de exclusión aérea. Fue una tarea que me informaron y autorizaron, pero repito, es una misión de rutina".